# SIGSALY

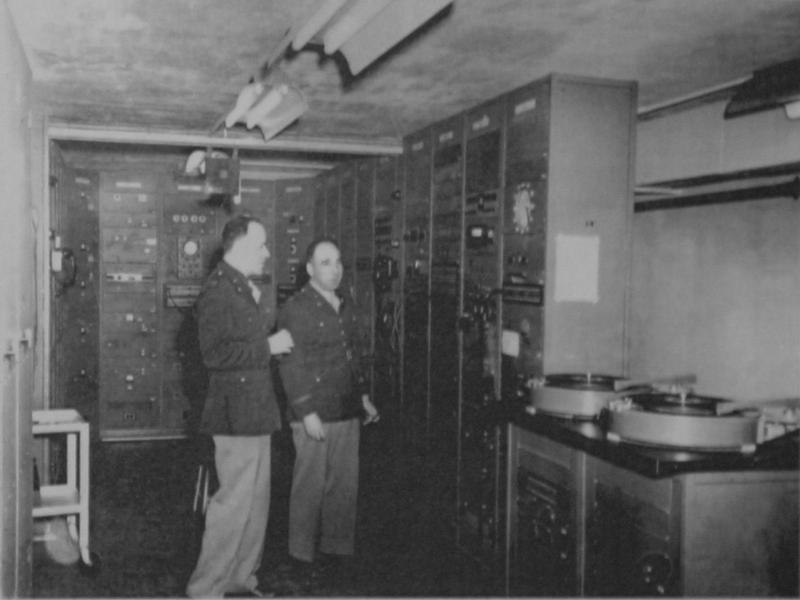
Un terminale SIGSALY nel 1943

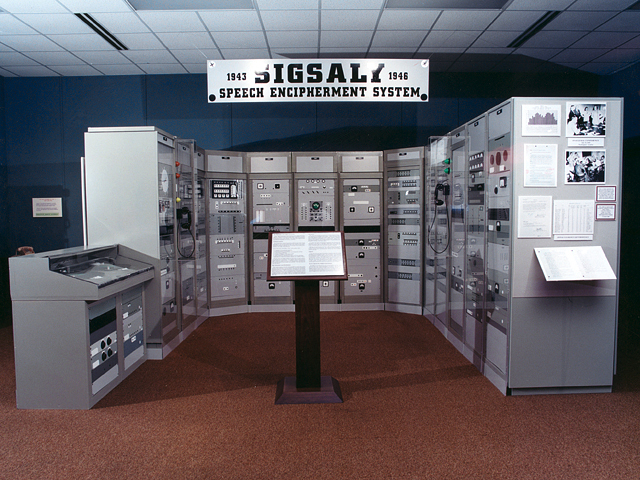
Modello di SIGSALY esposto al National Cryptologic Museum nel Maryland

In crittografia, SIGSALY (noto anche come X System, Project X, Ciphony I, e Green Hornet) era un sistema vocale sicuro utilizzato nella seconda guerra mondiale per le comunicazioni alleate di livello più alto.
Ha aperto la strada una serie di concetti di comunicazione digitale, tra cui la prima trasmissione audio in modulazione a impulsi codificati.
Il nome SIGSALY non era un acronimo, ma un nome di copertura che assomigliava a un acronimo, la parte SIG era comune nei nomi Army Signal Corps (ad esempio, SIGABA). Il prototipo è stato chiamato il Green Hornet, dopo il popolare serial radiofonico The Green Hornet (in italiano Il Calabrone Verde), perché suonava come un ronzio di calabrone a chiunque cercasse di intercettare la conversazione.

## Sviluppo
Al momento della sua nascita, le comunicazioni telefoniche a lunga distanza erano radiodiffuse utilizzando la scrambler voce "A-3", sviluppato dalla Western Electric. I tedeschi avevano una stazione di ascolto sulla costa olandese che poteva intercettare e interrompere il traffico A-3.
Anche se scrambler telefonici furono utilizzati da entrambe le parti nella seconda guerra mondiale, questi erano noti per non essere molto sicuri, in generale, ed entrambe le parti spesso interrompevano le conversazioni scrambled dell'altra. Un semplice controllo dello spettro audio utilizzando un analizzatore di spettro spesso forniva indizi significativi della tecnica di scrambling. La precarietà della maggior parte dei sistemi telefonici scrambler ha portato allo sviluppo ad uno scrambler più sicuro, basato sul principio one-time pad.
Un prototipo è stato sviluppato presso i Bell Telephone Laboratories, sotto la direzione di A. B. Clark, coadiuvato dal matematico britannico Alan Turing, che lo presentarono all'Esercito degli Stati Uniti. L'Esercito rimase impressionato e cosí assegnò ai Bell Labs un contratto per due sistemi nel 1942. SIGSALY entrò in servizio nel 1943 e rimase in servizio fino al 1946.